# 叉尾鮻
叉尾鮻為輻鰭魚綱鯔形目鯔科的其中一種，被IUCN列為瀕危保育類動物，分布於西印度洋區，從莫三比克至南非聖約翰港海域，棲息在沿岸海域。

## 擴展閱讀
維基物種上的相關：叉尾鮻